# 伶仃洋大橋
伶仃洋大橋最早是1983年提出的連接香港和珠海，跨越伶仃洋的跨海大桥，后该计划搁置并被港珠澳大桥取代；深中通道建设期间，“伶仃洋大桥”亦指其中跨越伶仃航道的主桥；2018年，珠海市政府亦规划了一条连接珠海及深圳的跨海通道，即“伶仃洋通道”。

## 伶仃洋大桥 (1983年)

### 构思
伶仃洋大橋計劃的構想最初在1983年由香港合和集團主席胡應湘及珠海市提出，原來只預算連接香港和珠海，由香港的屯門區爛角咀（今龍鼓灘發電廠）起始，經過內伶仃島、淇澳島，到達珠海的金鼎，珠海甚至已經於其境內興建了大橋的一部份，即今天在珠海北端的淇澳大橋，并预留了接口；這個構思在中國大陸的舊版地圖仍可見到，當時建議的大橋長度亦不及現時的港珠澳大橋長。
胡應湘所構思的跨海大橋打通香港西部和珠海，從而再連接番禺、順德、中山、南海等地，將珠江三角洲的海運、河運、陸運及空運集中，讓香港成為珠三角的物流中心。

### 計劃擱置

現港珠澳大橋位置圖，原伶仃洋大橋的構思位于現港珠澳大橋以北，途經內伶仃島，連接香港屯門和珠海。

隨著香港的青嶼幹線和北大嶼山公路的通車，新香港國際機場的啟用，胡應湘又提出香港應善用青馬大橋等基建設施；於是大橋香港起點改為大嶼山，原伶仃洋大橋計劃擱置，並再加入澳門（單Y方案）和深圳市（雙Y方案），最後選擇了單Y方案，並改名「港珠澳大橋」。

### 時間表
- 1983年：首次提出興建「香港珠海跨海大橋」方案。
- 1989年：珠海公佈「伶仃洋大橋」計劃。
- 1993年：珠海市委書記梁廣大提出了興建伶仃洋跨海大橋的方案。
- 1997年：伶仃洋跨海大橋方案獲中華人民共和國國務院批准，但因當時的香港政府反對而擱置。
- 2001年1月：淇澳大橋建成通車。
- 2002年：廣東省委常委、常务副省长歐廣源表示要修建深圳到珠海隧道。
- 2002年11月：國務院總理朱鎔基訪港，表示支持興建港珠澳大橋。
- 2003年7月中：廣東省常委表示支持興建港珠澳大橋。
- 2003年7月底：曾蔭權專程前往北京商討興建港珠澳大橋計劃，伶仃洋大橋計劃由港珠澳大桥计划取代。

## 伶仃洋大桥 (深中通道)
在后续深中通道的规划与建设中，设有两座横跨珠江口的航道桥，其中东侧横跨伶仃航道的航道桥在建设期间称为“伶仃洋大桥”。

### 历史
2021年7月19日17时，广东交通集团发文宣布深中通道伶仃洋大桥西主塔封顶。此前大桥东主塔已于6月17日封顶，这标志着世界上最大跨径海中钢箱梁悬索桥伶仃洋大桥两座主塔全部封顶，全面转入上部结构施工阶段。
2024年6月7日，深中通道桥梁工程“伶仃洋大桥”正式定名为“深中大桥”。

## 伶仃洋通道 (深珠通道)
深珠通道，又称“伶仃洋通道”，是广东规划建设的珠江口跨江通道之一，规划为公铁复合通道，兼具高铁（深珠高铁）、城际铁路（深珠城际）和高速公路（ 深南高速）功能，是粤港澳大湾区首条跨海公铁两用通道。项目东起深圳前海，跨越珠江口，西至珠海高新区，位于深中通道与港珠澳大桥之间，距深中通道约12公里，距港珠澳大桥约20公里。

### 规划历程
2018年11月15日，珠海市政府宣佈，通過規劃興建伶仃洋通道，由深圳前海深港现代服务业合作区橫跨珠江口，經珠海淇澳島接駁珠海。
2019年11月20日，珠海市交通運輸局發佈《關於〈伶仃洋公路通道及西延線（珠海段）交通詳細規劃〉公開徵求意見的公告》，規劃對該通道的跨江段推薦採用雙向8車道高速公路和4線鐵路，建設形式則採用「東隧西橋」的橋隧方案，而「公路+高鐵（城軌）複合隧道」設計可望開國內外先河。深珠通道主橋距離上游的「深中通道」12公里，距離下游的「港珠澳大橋」20公里，東起深圳前海，經淇澳島，西至珠海京珠高速互通立交，總長約47公里。屆時，深圳至珠海的陸路車程將由目前約3小時縮短至半小時以內。
2022年7月，深珠伶仃洋通道被列为国家高速公路联络线 深南高速深圳至珠海段。
2025年3月，广东省发改委公布《2025年广东省发展和改革委员会部门预算》，明确将“深珠通道前期研究（跨珠江口交通需求与通道布局适配性研究）”纳入支出预算；此外，在“2025年深圳市交通运输工作会议”中也透露，该年深圳将大力推进深珠通道前期工作。

## 外部連結
- 新跨界通道可行性研究（页面存档备份，存于）